# Susanna Wright
Susanna Wright (ur. 1697, zm. 1784) – poetka amerykańska. Pochodziła z rodziny kwakierskiej. Urodziła się w Lancashire w Anglii 4 sierpnia 1697. Była córką Johna Wrighta i Patience (Gibson) Wright. W 1714 jej rodzice wyemigrowali do Ameryki. Ją samą pozostawili w Anglii dla dokończenia edukacji. Ojciec był z zawodu gorseciarzem i sprawował funkcje duchownego. Osiedli w Chester w Pensylwanii, gdzie John założył sklep. Nie wiadomo, kiedy dokładnie dołączyła do rodziny. Gdy Patience Wright zmarła w 1722, Susanna prowadziła ojcu dom. W tym czasie John zaczął zarabiać jako przewoźnik promowy. Miejscowość ta zaczęła być nazywana Wright's Ferry. Obecnie jest to miasto Columbia. W 1745 Susanna otrzymała dom i posiadłość od niejakiego Samuela Blunstona. Nie wiadomo, jakie były ich wzajemne relacje, ale mogli być kochankami. Susanna nigdy nie wyszła za mąż. Zmarła 1 grudnia 1784. Pisała wiersze liryczne, jak Anna Boylens Letter to King Henry the 8th (c.1750),  On the Benefit of Labour(c.1750), To Eliza Norrisat Fairhill (c.1750) i My Own Birthday August 4th 1761 (c.1761).